# 1. pismo Korinčanom
Prvo pismo Korinčanom je eno od pisem apostola Pavla in je del Nove zaveze. Avtorstvo je pripisano apostolu Pavlu in Sostenu (prim. 1 Kor 1,1–2). Predvideva se, da je Sosten pisal po apostolovem navodilu.
Poleg notranjih razprtij obravnava različna vprašanja, ki so se pojavila v korintski skupnosti zaradi sobivanja z grško kulturo, kot so npr. vprašanje devištva in zakona (prim. 7,1), vprašanje malikom darovanega mesa (prim. 8,1) ter vprašanje duhovnih darov. Obenem vsebuje eno najpomembnejših Pavlovih besedil o ljubezni (13. poglavje), v katerem apostol pojasnjuje, da noben Božji dar, naj bo to dar jezikov, vera, ki premika gore, ali poznavanje skrivnosti, nima pomena, če ga ne spremlja ljubezen.

## Okoliščine nastanka
Pavel je po kronologiji (Apd 18) prišel v Korint pozimi leta 50/51. Na tem svojem drugem misijonskem potovanju je tam že našel manjšo krščansko skupnost. V mestu je ostal do poletja 52, kar je 18 mesecev (Apd 18,11). Razlog, zakaj se je iz Aten prestavil v Korint, ni znan. Korint je bil eno najpomembnejših in najbogatejših pristaniških in trgovskih mest v antični Grčiji z ugodno lego na stičišču, ki loči Peloponez od preostalega dela celinske Grčije. Veljalo je za drugo največje mesto v Grčiji, štelo pa je čez 100 000 prebivalcev, ki so bili zelo pomešani. Poleg Grkov in Rimljanov je tu živelo mnogo vzhodnjakov. Med njimi tudi precej Judov, s katerimi je Pavel najprej navezal stik.

## Krščanska skupnost v Korintu
Krščanska skupnost v Korintu je bila sicer majhna, a zelo živahna in goreča. Največ kristjanov je bilo iz vrst Judov. Ti so bili bolj kozmopolitski in multikulturni kot tisti iz Palestine. Večina jih je prišlo iz Rima po letu 41 po Kristusu, ko je cesar Klavdij zaradi stalnih nemirov rimsko sinagogo zaprl in izgnal Jude. Ta ukrep opisuje tudi Svetonij (Vita Claudii 25,4).
Pavel tako v Korintu naleti na dva rimska kristjana – Ákvila in Prískilo. Verjetno gre za osvobojenca, ki sta prevzela ime po svojem rimskem gospodarju. Ker sta opravljala isto obrt (delala sta šotore iz kozjih kož in iz blaga), se je Pavel naselil v njuni hiši (Apd 18,1–12), da bi se tako lahko sam še naprej samostojno vzdrževal (1 Kor 4,12; 9,1–15). Čeprav Pavel priznava pravico duhovnikov do tega, da jih verniki preživljajo (1 Kor 9,6–14), se je vedno držal tega, da je delal s svojimi rokami (1 Kor 4,12), da ne bi bil nikomur v breme.
Med kristjani je bilo tudi nekaj poganov (prim. 1 Kor 10, 24–25), a večina jih je bila iz revnega sloja (prim. 1 Kor 1,28), nekaj je bilo tudi sužnjev (prim. 1 Kor 7, 21). Krščanska skupnost, ki je štela okoli 150–200 vernikov, je bila izpostavljena z ene strani močnemu nasprotovanju Judov, z druge strani pa zelo hudim vplivom okolja: razbrzdani spolni morali (prim. 1 Kor 6,12–20), zdraham, prerekanju in notranjim bojem (prim 1 Kor 1,11–12; 6, 1–11), zapeljevanju poganskih modrosti in čaru mističnih verstev, ki so se s svojimi razvratnimi slavji skušale ugnezditi v krščanske shode (prim. 14, 16–38).
V Pavlovem času je služboval v Korintu prokonzul Galion (51/52), starejši brat filozofa Seneka in stric rimskega pesnika Lukana.
Kmalu po prihodu v Efez (Apd 19; 1 Kor 16,8) dospejo do Pavla novice o aktivnosti judaistov v Galaciji in vznemirljive novice o stanju v Korintu. Najprej ga je o tem obvestil Apolo, potem pa še domača trgovka Hloe (prim. 1,11). Pavlovo posredovanje so končno spodbudili tudi Korinčani sami, ki so mu pisali o svojih zadevah. Apostol hoče preprečiti zlorabe, vzpostaviti mir in soglasje v skupnostih ter odgovoriti na številne težave, ki jih je kristjanom iz Korinta postavljalo vsakdanje življenje.
Glavni problem skupnosti je bila njihova notranja razdeljenost, ki se ji Pavel posveča v prvem delu pisma, v 1 Kor 1–4. V 1 Kor 2,6.12.15 predstavlja korintske kristjane kot modre, duhovne, kot tiste, ki imajo Duha. Nekateri od njih, ki so se sami imeli za obdarjene z darovi, bogate, močne (4,8.10), so zviška gledali na šibke in nedorasle (3,1; 4,10) in s tem razdeljevali skupnost.

## Vsebina

### Razdelitev po obliki
- Uvodni obrazec: 1,1–3
- Zahvala: 1,4–9
- Jedro: 1,10 – 16,18
- Sklepni obrazec: 16,19–24[5]

### Razdelitev po vsebini
- 1,1–9: Naslov – pozdrav in zahvala; Korinčane spomni na njihove duhovne darove
- 1,10–4,21: 1.del; Razprtije
- 5,1–11,34: 2.del; Problemi glede obnašanja (incest, pravde, spolno vedenje, poroka, hrana, evharistija, bogoslužje)
- 12,1–14,40: 3.del; Problem karizem in odgovor ljubezni
- 15,1–58: 4.del; Vstajenje Kristusa in kristjana
- 16,1–18: Nabirka – Pavlovi načrti za potovanje, priporočila ljudi
- 16,19–14: Pozdrav – pozdrav s Pavlovo roko[5]

### Povzetek
V uvodnem obrazcu (tj. 1,1–3), se Pavlu pridružuje sopošiljatelj Sosten. Predvideva se, da gre za istega moža, ki je sedaj kristjan, poprej pa je bil načelnik shodnice v Korintu in so ga pretepli pred sodiščem, kot lahko beremo v Apostolskih delih (Apd 18, 17). V prvih devetih vrsticah, kjer Pavel vključi zahvalo, kar devetkrat omeni Jezusa Kristusa. Poudarek je tudi na tem, kako bo Pavel pograjal razprtije med Korinčani in opozoril, da so vsi krščeni v imenu Jezusa Kristusa in nikogar drugega.
Skoraj štiri poglavja (1,10–4,21) se nanašajo na problem razprtij ali strank, ki so bile v Korintu, o katerih so Pavla obvestili Hlojini domači (Kor 1,11). Šlo je predvsem za to, da so se ljudje navezali na različne misijonarje, kar pa je bilo proti volji misijonarjev (1 Kor 3,6). Zato v nadaljevanju beremo, da so se opredeljevali: »jaz sem Pavlov« ali »jaz sem Apolov« ali »jaz sem Kefov« ali pa »jaz sem Kristusov«. Pavel ne zagovarja stranke ki »pripada« njemu, niti ne poudarja svoje nadrejene vloge, saj meni, da so vsi oznanjevalci samo služabniki (1 Kor 3,5). Zato sprašuje: »Mar je Kristus razdeljen? Mar je bil Pavel križan za vas? Mar ste bili krščeni v Pavlovo ime?«
Za tem se Pavel loti različnih problemov v zvezi s krščanskim obnašanjem med Korinčani (5,1–11,34). Korintski kristjani so se ravnali daleč od odgovornega spolnega vedenja v zakonu in zunaj njega. V 5. in 6. poglavju zato jasno in odločno Korinčane seznani z navodili in temami o spolnosti in poroki, kar botruje temu, da ti dve poglavji zavzemata več kot polovico njegovih navodil. Odgovorno spolno vedenje v zakonu in zunaj njega je glavna tema v življenju; in to, kar je verovanje v Kristusa pomenilo za takšno vedenje, je neizbežno postalo problem, še posebej, ker Judje in Nejudje, ki so sprejeli vero, niso imeli vedno istih predpostavk. Pavel najprej obravnava (5,1–5) primer moža in njegove mačehe: verjetno je oče tega moža umrl in zdaj se ta mož želi poročiti z očetovo ovdovelo drugo ženo, ki je morda njegovih let. Pavlovo ogorčenje nad takim vedenjem izdaja njegove judovske korenine, saj je bila poroka pri taki stopnji sorodstva, po Mojzesovi Postavi prepovedana (3 Mz 18,8; 20,11). 
Dobro je za človeka, da se ženske ne dotika (1 Kor 7,1). Čeprav je vzdržnost od spolnosti sama na sebi hvalevredna, pa je Pavel v zakonu ne spodbuja, ker bi lahko porajala skušnjave in povzročala krivico. K poroki spodbuja tiste, ki se ne morejo obvladati, čeprav pravi: »želel bi, da bi bili vsi ljudje kakor jaz« – tu verjetno misli brez žene (morda je bil vdovec ali pa nikoli poročen). Tem, ki so že poročeni, Pavel samo ponovi Jezusov nauk – proti razporoki in ponovni poroki. Potem pa doda svoj lasten predpis, ki dovoljuje ločitev, ko eden od zakoncev ni kristjan in ne živi v miru z verujočimi (7,12–16).
V 7,17–40 Pavel pokaže, v kolikšni meri je njegovo razmišljanje apokaliptično: rad bi, da bi vsi ljudje (obrezani Judje, neobrezani Nejudje, sužnji, svobodni, poročeni, ovdoveli) ostali v tistem stanu, v katerem so bili poklicani v Kristusu, ker je odmerjeni čas kratek.
V 8. poglavju Pavel odgovarja glede hrane, ki je bila darovana bogovom in jo je potem lahko vsak kupil. Ker ni bogov razen edinega Boga, Očeta in vira, iz katerega so vse stvari, je povsem nesmiselno, da so hrano darovali bogovom. Torej so kristjani svobodni: »Če ne jemo nismo nič slabši, in če jemo, nismo nič boljši« (8,8). Pastoralno pa je Pavel v skrbeh za slabotne spreobrnjence, katerih spoznanje je še nepopolno in ki bi utegnili misliti, da sedenje in uživanje hrane v svetišču lažnega boga že zajema tudi čaščenje tega boga in bi s to hrano zagrešili malikovanje. Spodbija jih, da je treba biti previden, da se ne pohujša katerega od slabotnih vernikov.
V 9. poglavju Pavel strastno stopi v bran svojim pravicam, ki jih ima kot apostol. Drugi lahko trdijo, da ni apostola, toda sam je videl vstalega Jezusa, in delo, ki ga je opravil po spreobrnjenju, je dokaz njegovega apostolstva. Jasno je, da je bil ponosen na to, kar je dosegel s svojimi žrtvami; po drugi strani pa je delal na Božjo pobudo: »Gorje meni, če evangelija ne bi oznanjal!«. V  9,24–27 sklene temo o tem, kako si je prizadeval v svoji službi, s privlačno prispodobo iz atletskih tekmovanj, ki so bila Korinčanom nekaj domačega, saj so jim istmijske – olimpijske igre gotovo veliko pomenile. Podvrgel se je trdemu in strogemu urjenju, da ne bi bil sam izključen potem, ko je oznanjal evangelij drugim.
V 10. in 11. poglavju obravnava več problemov v Korintu. Predvsem tiste, ki zadevajo bogoslužje v skupnosti. V 10,13 ob primeru izhoda iz Egipta, ko so šli Izraelci skozi morje in prejeli od Boga dano hrano, pa kljub temu mnogi niso bili Bogu po volji, zato Pavel svari pred spolno nemoralo, pred malodušjem zaradi preizkušenj in pred čaščenjem lažnih bogov. V 10,2 in 10,14–22 piše o krstu in o evharističnem kelihu blagoslova, ki je udeležba pri Kristusovi krvi in lomljenju kruha, udeležba pri Kristusovem telesu (10,16). Pavel nam tu priskrbi nekaj pomembnih vpogledov v nadaljnjo zakramentalno teologijo, ker pojasni, da s krstom in evharistijo Bog rešuje in krepi kristjane, vendar pa tudi pokaže, da tako vzvišena pomoč teh, ki prejemajo zakramente, ne napravi imune pred grehom.
Poglavji 12 in 14 se ukvarjata z duhovnim darovi ali karizmami, ki so jih korintski kristjani v obilju prejeli.
13. poglavje označujemo tudi kot hvalnico (himna) ljubezni. Pavlovo pojmovanje ljubezni sloni na samopodaritvi Kristusa, ki nas je ljubil, ne zato ker smo bili dobri, ampak zato, ker smo bili še grešni. Brez ljubezni, ki je potrpežljiva, dobrotljiva in vesela, so vsi darovi, vednosti in talenti brez koristi. Obenem je ljubezen večna.
V 15. poglavju so nekateri korintski kristjani govorili, da ni vstajenja mrtvih (15,12). Ni jasno, kaj so ti ljudje mislili, da se je zgodilo z Jezusom po njegovi smrti.
V zaključnem poglavju Pavel daje navodila, kako naj pripravijo nabirko za Jeruzalem. Čeprav so sklepni pozdravi topli (vključno s tistimi od Akvila in Priskile), saj Pavel vzame pisalo, da bi dodal besedo s svojo lastno roko, nastopi kot sodnik in prekolne vsakega v Korintu, ki ne ljubi Gospoda (16,22). Vendar so njegove zadnje besede pozitivne: ne le, da vsem zagotavlja ljubezen, ampak izreče tudi molitev, ki jo očitno poznajo celo Korinčani in to v Jezusovem materinem jeziku (aramejsko maranatha: »Naš Gospod, pridi!«).

## Teološki poudarki

### Telo
Pavel v opisu te notranje razdeljenosti skupnosti uporablja Filonovo izrazoslovje, ko uvaja razliko med zemeljskim in nebeškim človekom. Temeljna točka nerazumevanja med zemeljskim in nebeškim človekom je bilo telo. Nebeški človek je zaničeval telo že zaradi njegove narave, ki jo je doživljal kot slabo, zemeljski človek pa ga je oboževal. Če je telo razumljeno kot nekaj negativnega, je kot truplo in je jasno, da ni mogoče sprejeti vstajenja (prim. 1 Kor 15,12). Smrt je v tem primeru le osvoboditev od teže telesa in pridobiti si novo telo po smrti ne bi imelo nobenega smisla. Tistim, ki so se imeli v tem smislu za »nebeške, duhovne«, je bilo nemogoče sprejeti vstalega Kristusa (1 Kor 12,3), zato Pavel Korinčane neprestano spominja na resnično pomembnost Kristusove osebe (1 Kor 2,16; 3,23; 8,6; 10,16; 15,3–5).
V korintski skupnosti je bilo razširjeno zaničevanje telesa, ki se je povezovalo s Filonovim rekom: Samo modrec je svoboden. Biti svoboden pa je takim modrijanom pomenilo: imeti moč, da lahko storiš vse in živiš v telesu tako kot želiš, saj to nima nobene pomembne vloge za duhovnost. Na to miselnost se navezuje tudi znan slogan Korinčanov: Vse mi je dovoljeno (1 Kor 6,12; 10,23), ki je Pavlovo izhodišče za razlago krščanskega pogleda na telo. Svobodnjaški duh Korinta je torej posledica napačnega odnosa do telesa, saj so telesnost tako odrivali, da se niti grešiti ni dalo v telesu. Ker je bilo za »duhovne« ljudi telo tako nepomembno v moralnem smislu, so se lahko brez predsodkov predajali spolni razbrzdanosti (1 Kor 5,1–8) in požrešnosti (1 Kor 8,10), prepričani, da »telesu« ni mogoče grešiti (1 Kor 6,18).
Tisti, ki so se imeli na tak način za »duhovne«, so pripisovali velik pomen glosolaliji in kakršnikoli obdarjenosti s posebnimi duhovnimi darovi (1 Kor 12–14). Tudi to ima izvor v razdvojenem razumevanju človeške osebnosti. Za Filona je človek, ki je imel Duha in je prerokoval, izražal to z ekstazo, s stanjem, kjer se intelekt umika duhu, ki ga presega. To je tako imenovan paroksizem (izbruh, najvišja stopnja čustev), ki jo Pavel omenja v 1 Kor 14,14.23. Misterijski, nerazumljivi razgovori so za Pavla neprepričljivi in so bili razlog delitve krščanske skupnosti v Korintu, saj so povzdigovali nekatere nadpovprečne kristjane. Zato Pavel višje od vsega tega postavi dejavno ljubezen.
Iz vsega tega je očitno, da so izkrivljene poteze krščanstva v Korintu izhajale iz pretiranega poudarjanja Filonove misli. Ker je bilo v Korintu zelo malo judovskih kristjanov, je najbrž vpliv Filona v to skupnost zanesel Apolo, ki je prihajal iz Aleksandrije in ga je tam lahko dobro spoznal. Iz Apostolskih del (18,24–28) je znano, da sta ga Akvila in Priskila v Efezu dokončno pridobila za Kristusa in mu dala priporočilno pismo, ko se je odpravljal v Korint. Bil je dober govornik, dobro poznal Sveto pismo in je bil korintski skupnosti v veliko pomoč, posebno v sporih z Judi.
Temeljna intuicija Pavlovega ravnanja izhaja iz zelo preprostega načela, opisanega v 1 Kor 4,20: Božje kraljestvo ne obstaja v besedah, ampak v moči. Cerkev ni skupek pojmov, ki dajo obliko miselnosti, ampak je območje božje moči, ki preobraža osebnost. Avtentični oznanjevalci se ne poslužujejo retorične spretnosti, da bi bili čim bolj prepričljivi, ampak izražajo prisotnost duha, ki je dar milosti. Vera se ne rodi iz logičnega razlaganja, ampak iz uvida v Božje delovanje, tukaj in zdaj. Pavel sam postane topos Božjega delovanja in moči milosti, zato lahko poziva: Posnemajte mene! (1 Kor 4,17; 11,1). V 1 Kor 5–6 bo razvil temo o telesu kot primarnem toposu, v katerem postane posnemanje Kristusa konkretno. Preko telesa postaja milost Gospoda vidna tudi nevernemu svetu.

## Seznam virov
- Brown, Raymond E. (2008). Uvod v Novo zavezo. Prevedli Marko Urbanija, Igor Brbre in Bogomir Trošt. Celje: Društvo Mohorjeva družba. COBISS 242898688. ISBN 978-961-218-785-9.
- Palmisano, Carmela; Skralovnik, Samo; Maksimiljan, Matjaž; Mirjana, Filipič; Peklaj, Marijan (2022). Uvod v Novo zavezo: skripta za interno uporabo študentov. Ljubljana: Teološka fakulteta.